# Lygra (Schiff)
Die Lygra ist ein unter der Flagge von St. Kitts und Nevis fahrendes RoRo-Schiff. Sie wurde 1978/1979 von der Werft Ankerløkken Verft Glommen in Fredrikstad, Norwegen gebaut. Die Kiellegung fand am 1. März, der Stapellauf am 1. August 1978 statt. Die Fertigstellung des Schiffes erfolgte am 1. Februar 1979. 
An Bord ist Platz für 12 Passagiere in sechs Kabinen.

## Geschichte
Das Schiff wurde von der Liniera Naviera Pan Atlantica, Puerto Limón, Puerto Rico, als Centro America in Dienst gestellt. 
Nach diversen Eigentümerwechseln wurde sie 1997 an die norwegischen Fährgesellschaft Fjord Line verkauft und erhielt zugleich ihren heutigen Namen Lygra. 2004 wurde sie an die Flores Holdings verkauft, fuhr aber zunächst weiter in Charter der Fjord Line. 2008 erfolgte der Verkauf an Global Shipping Marine, seit 2011 gehört das Schiff der Clear Ocean. Es wird vom türkischen Unternehmen Oras Denizcilik ve Ticaret bereedert.
Am 1. März 2018 wurde das Schiff in Alang zum Abbruch gestrandet.